# National Trust of Guernsey
Pour les articles homonymes, voir National Trust.

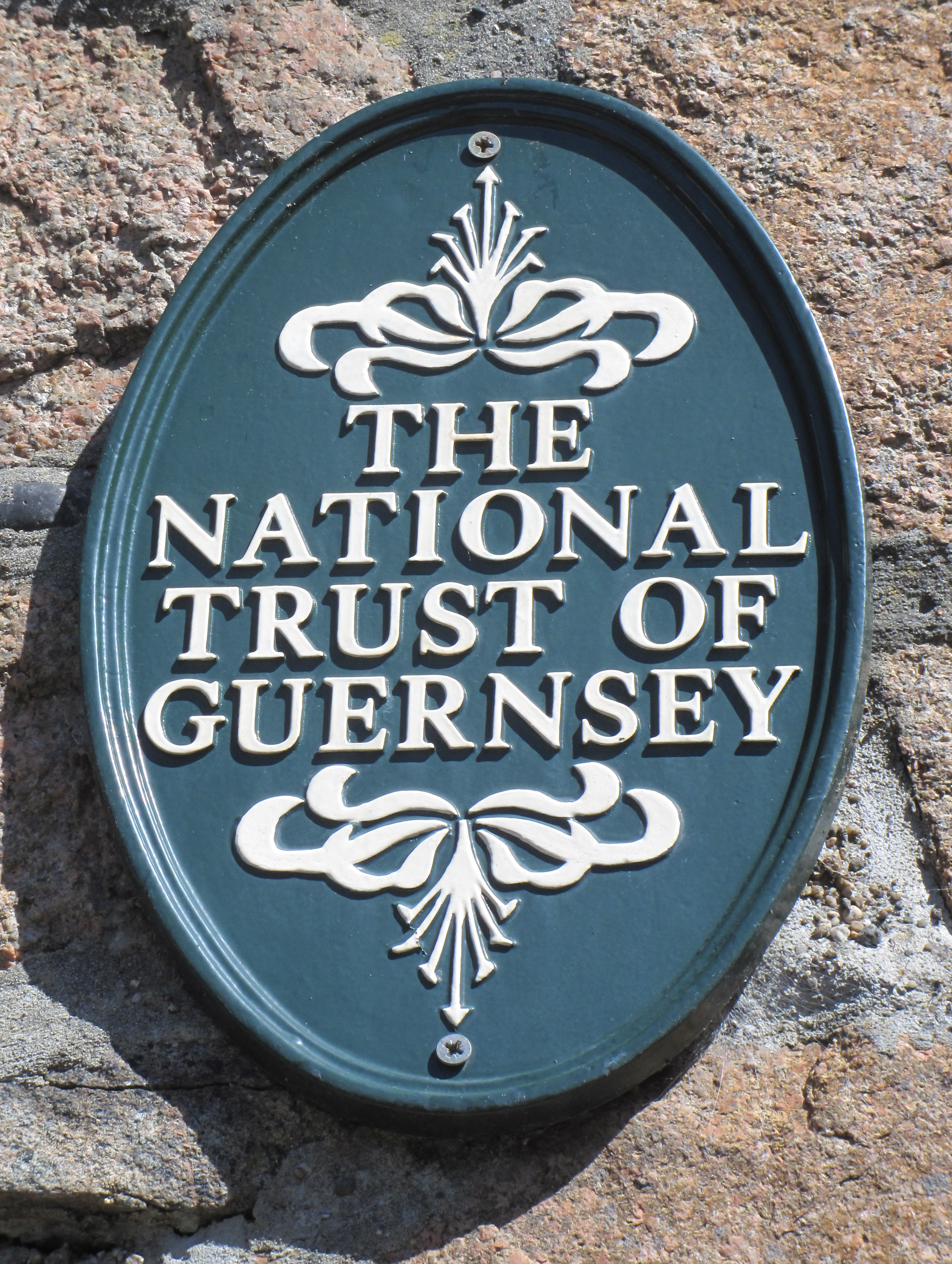
Enseigne de l'association guernesiaise.

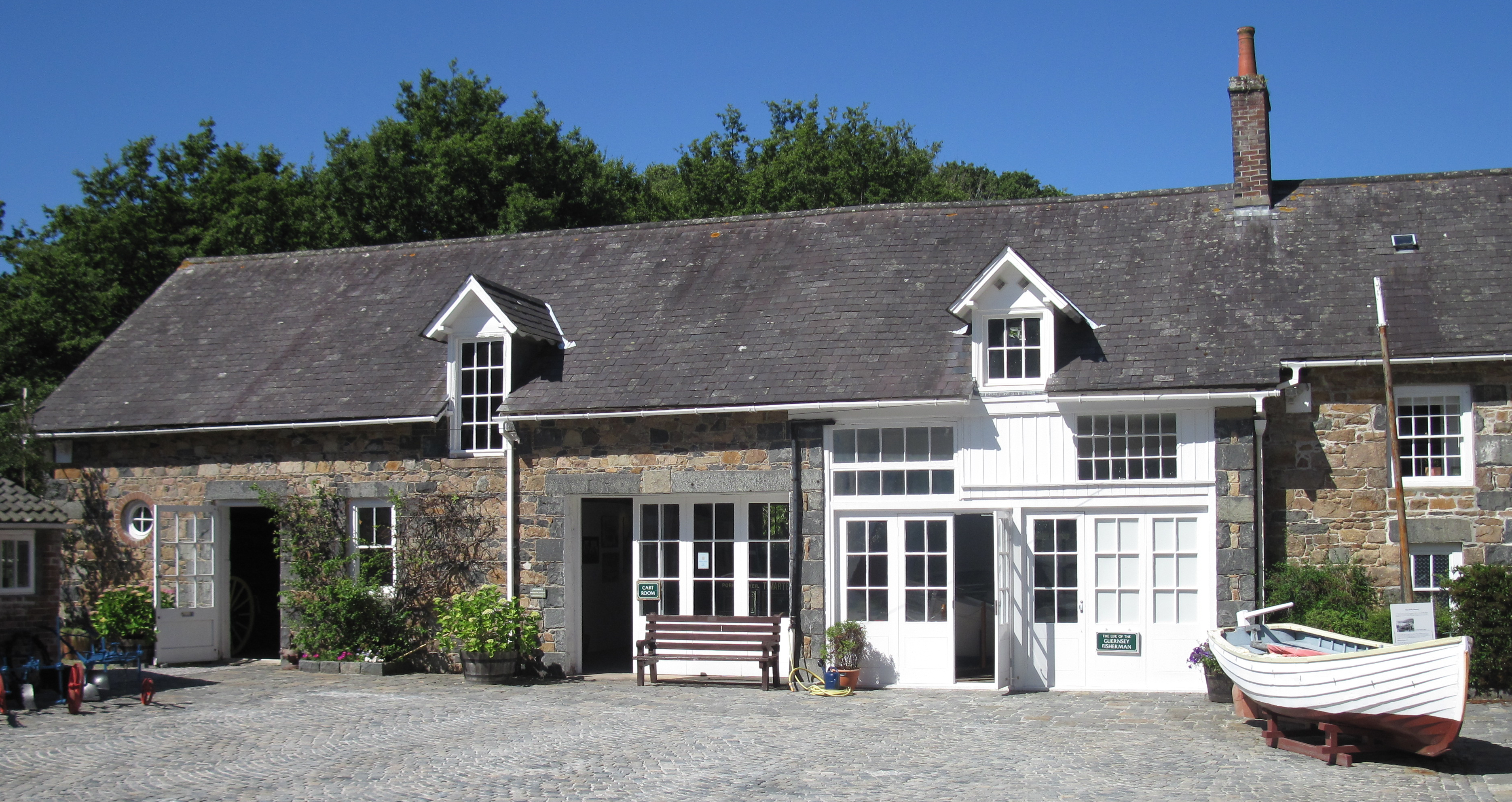
Musée du folklore et des costumes.

Le National Trust of Guernsey (en français : National Trust de Guernesey) est une association qui vise à préserver et à mettre en valeur le patrimoine historique (monuments et environnement) du bailliage de Guernesey.
Fondée à l'origine en 1960, l'association est devenue le "National Trust of Guernsey" en 1967. L'association possède maintenant 75 propriétés. Son siège est situé dans la ville de Saint-Pierre-Port.
Chaque année, l'association organise "lé Viaer Marchi" en guernesiais (le vieux marché en français) qui est une foire présentant des produits traditionnels qui se tient chaque année à Guernesey le premier lundi de juillet.

## Propriétés du National Trust de Guernesey
- No 26 Rue Cornet Street - Saint-Pierre-Port
- Glenbardie - Rue Union Street, Saint-Pierre-Port
- No 31 Esplanade Glategny Esplanade - Saint-Pierre-Port
- No 32 Esplanade Glategny Esplanade - Saint-Pierre-Port
- No 39 & 39A Esplanade Glategny Esplanade - Saint-Pierre-Port
- No 1 Well Road - Saint-Pierre-Port
- Brockhurst - La Grange, Saint-Pierre-Port
- Tour côtière du XVIIIe siècle - Baie Fermain, Saint-Pierre-Port
- Portes Ivy Gates - Rohais, Saint-Pierre-Port
- The Folk Museum - Parc Saumarez Park, Sainte-Marie-du-Câtel
- Tour Ozanne Tower - Ruette de la Tour, Sainte-Marie-du-Câtel
- Les Blancs Bois - Rue Cohu, Sainte-Marie-du-Câtel
- Le Moulin - Rue de la Quanteraine, Saint-Pierre-du-Bois
- No 1 and No 2 Place Esperanza Place - Les Villets, La Forêt
- Les Caches (Ferme) - Les Villets, La Forêt